# 小田原電気鉄道チキ1形電車
小田原電気鉄道チキ1形電車（おだわらでんきてつどうチキ1がたでんしゃ）は、小田原電気鉄道（小田急箱根の前身）が導入した電車である。
小田原電気鉄道が湯本駅（当時）と強羅駅を結ぶ鉄道線を開業させた1919年（大正8年）に、アメリカ製の電装品や台車などを使用して7両が製造された。1926年（大正15年）に1両が事故廃車となったが、残る6両は1950年（昭和25年）に木造車体の鋼体化と複電圧化改造が行われ、1952年（昭和27年）にはチキ1形からモハ1形に形式称号が変更された。2002年（平成14年）に2両が廃車となったが、その後も残った車両はチキ2形を称号変更したモハ2形とともに「箱根登山鉄道の顔」とも評されている。なお、小田急箱根ではモハ1形・モハ2形を総称して100形と呼ぶことがある。

## 登場の経緯
小田原電気鉄道では、湯本駅と強羅駅を結ぶ鉄道路線の建設を計画し、1912年（大正元年）11月には着工していた。この路線は、スイスのベルニナ鉄道（その後のレーティッシュ鉄道ベルニナ線）を範としたもので、車両についても当初はスイス製の部品を使用する予定であった。しかし、1914年（大正3年）に第一次世界大戦が勃発し、スイスからの輸入は困難と判断された。
このため、開業に間に合わせるべくアメリカ製の車両部品を購入することになり、登場したのが本形式である。

## 車両概説
本節では、登場当時の仕様を記述する。変更については沿革で後述する。
チキ1形は全長14.6mの車両として製造された制御電動車である。形式の先頭に付せられる「チキ」は、「チ」が地方鉄道線用車両を示し、「キ」は客車の意味である。車両番号については、巻末の車両一覧を参照。

### 車体
車体は日本車輌製造によって製造された木造車体である。車両の両側に運転台を装備し、出入口は両端に設けられ、路面からの乗降も可能なようにステップが設けられたが、扉は設けられていない。中央には荷物室があり、ここには引戸が設けられていた。箱根湯本駅での向きを基準にした側面の窓配置は、小田原側の出入口と中央の荷物扉の間に窓が6つ並び、荷物室と強羅側の出入口の間には窓が4つ並んでいた。車体の色は黒に近い褐色で、正面と側面の窓下には唐草模様が金色で描かれていた。屋根は「二重屋根」「ダブルルーフ」「モニタールーフ」と呼ばれる形態である。連結器はリンク式を装備した。
車内は両端の運転室を除いて3室に分かれており、箱根湯本駅での向きを基準にした際の小田原側窓6つ分が並等客室、荷物扉と強羅側の窓1つ分が荷物室、それ以外の部分が特等客室である。車内の座席は、特等室の荷物室寄りの窓2つ分がクロスシート（ボックスシート）で、それ以外はロングシートである。

### 主要機器
主電動機はゼネラル・エレクトリック (GE) 製の直流直巻電動機であるGE240-A-S型を採用し、1車両に4基ずつ搭載した。駆動装置は吊り掛け駆動方式で、歯車比は59:16=3.7である。主制御器はGE製の直接制御器であるB-51-D型を使用した。制動装置（ブレーキ）は通常の空気ブレーキ・手ブレーキのほか、下り勾配で使用する発電ブレーキ、非常用の電磁吸着ブレーキを装備した。発電ブレーキ用の大容量抵抗器は床下に装備した。
台車は、ブリル製の27-E2型台車で、軸間距離は1,981mmである。主電動機は内側、つまり車軸から台車中央寄りに装架された。空転に備え、砂撒きによって粘着係数を増加させるための砂箱を設けた。電磁吸着ブレーキは台車中央に設けられた。
集電装置は開業前の時点では屋根の中央にGE製の大型パンタグラフを装備したが、結果が思わしくなかったためにトロリーポールによる集電とされた。

## 沿革

### 運行開始から終戦まで
1919年（大正8年）4月に7両が製造され、鉄道線の開業と同時に運用を開始したが、急曲線では車輪とレールの磨耗が激しく、レール交換を多く繰り返す事態になったため、ほどなく撒水装置を追設することになり、屋根上に水タンクが設置された。

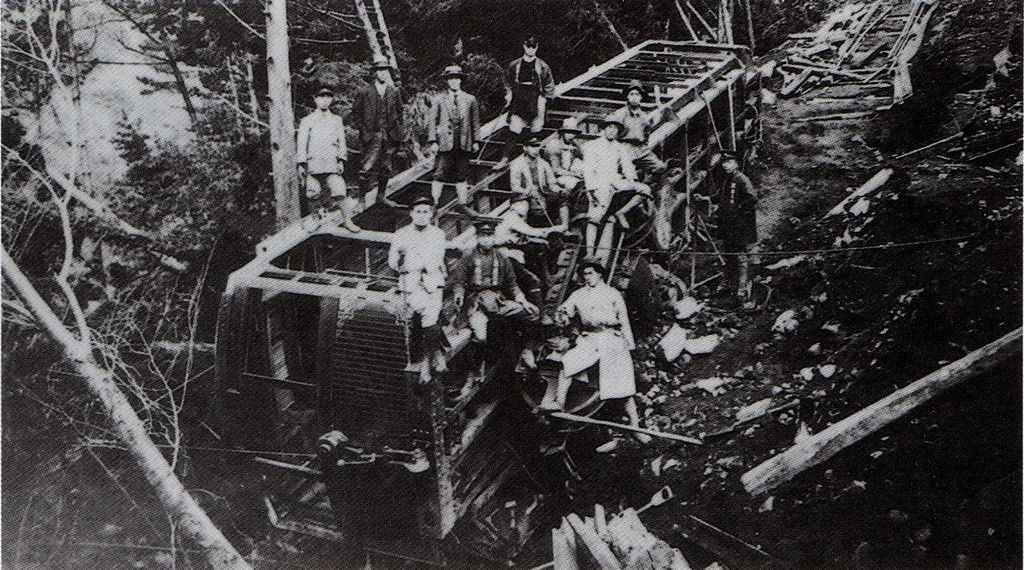
関東大震災により脱線転覆したチキ1形

1923年9月1日の関東大震災では、大平台駅付近で走行中の車両が転覆大破する事態になったが、焼失した車両はなく、その後全車両とも復旧している。
1926年1月16日には、小涌谷駅を発車した電車が下り勾配で速度制御に失敗し、宮ノ下付近のカーブで脱線して民家の上に転落するという事故が発生した。この事故でチキ5号は廃車となった。
1934年に鉄道線の等級制が廃止されたのと同時期に、1935年10月にチキ3号・チキ4号以外の車両について荷物室が廃止され、荷物扉も埋められた。荷物室が残された車両の形式はチキテ1形に変更され、チキ3号・チキ4号はチキテ3号・チキテ4号となった。「チキテ」の「テ」は手荷物を意味する。また、出入口に扉が設けられたほか、集電装置がパンタグラフに変更された。また、この頃に車体色が緑色1色に変更されている。
第二次世界大戦の終了後しばらくは、チキテ3号が進駐軍専用車となり、車体に白い帯を巻いた上で "U.S MILITARY CAR" の表記が施された。

### 複電圧化・鋼体化
1950年から鉄道線に小田急電鉄（小田急）が乗り入れることが決定し、鉄道線の小田原駅から箱根湯本駅までの区間については架線電圧も600Vから1,500Vに昇圧されることになった。これに対応し、鉄道線の車両については600Vと1,500Vの両方に対応した「複電圧仕様」に改造されることになり、チキ1形については同時にチキ2形・チキ3形と同一仕様の鋼製車体に更新された。ただし、新造当初から鋼製車体だったチキ2形・チキ3形ではリベット固定だったのに対し、この時に製造された車体は全溶接構造であった。

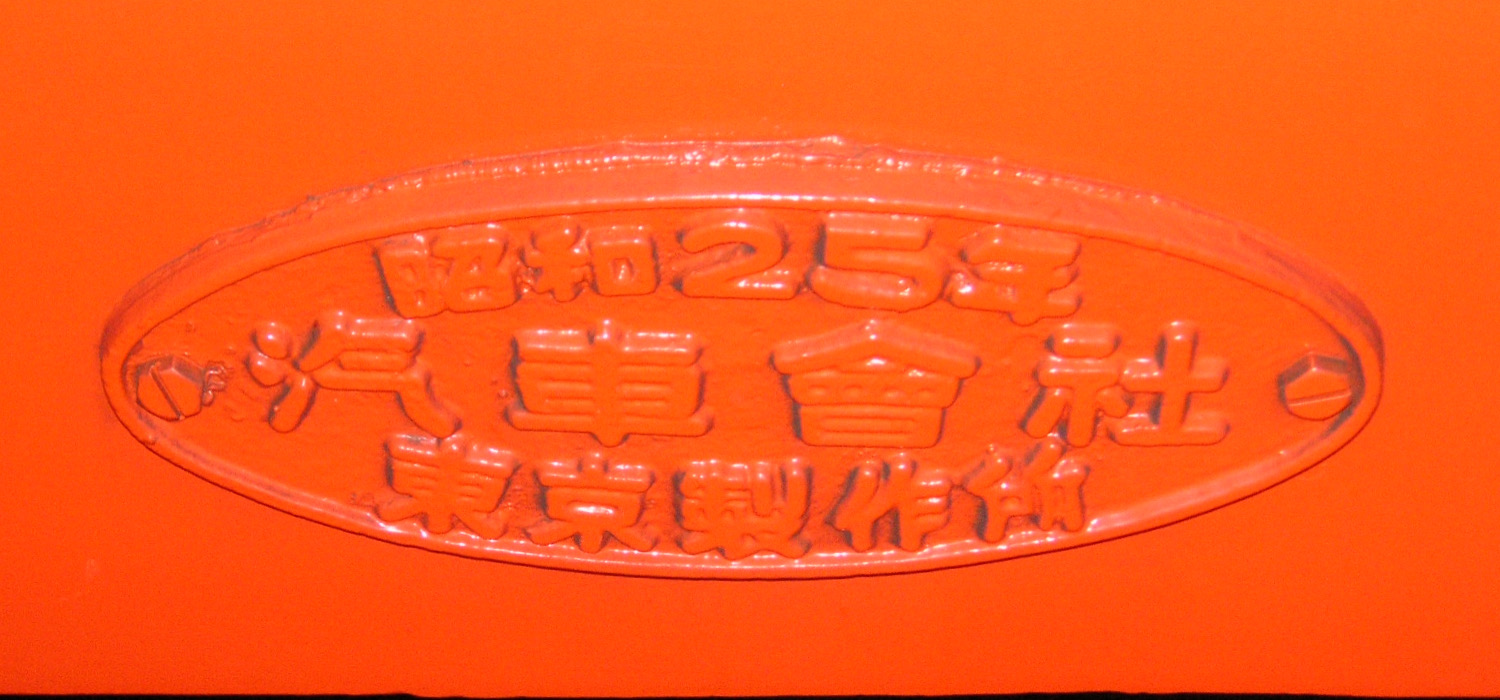
1950年に汽車製造で施工された車体更新時に取り付けられた銘板（モハ103号、2010年3月撮影）

車体更新は1950年9月までに行われたが、あわせて制御装置も間接制御装置に置き換えられ、車両番号は元の番号に100を加算した番号に変更された。車体の製造を担当したのは、チキ101号とチキ102号が東京芝浦電気（東芝）、他の4両は汽車製造であるが、東芝が電車の車体を製造した事例はチキ1形の2両以外には東濃鉄道モハ100形電車の2両しかなく、希少な事例である。また、制御装置については全て東芝製となったほか、連結器も全車両で密着連結器に交換された。車体色についても、窓回りを黄色とし、それ以外の部分を水色とする塗装デザインとした。
1952年には形式称号の変更が行われ、チキ1形はモハ1形に変更された。その後、1957年に小田急で特急車両の3000形SE車が登場すると、車体色も窓周りをグレーとし、窓の上下の帯（ウインドシル・ヘッダー）を白色、それ以外の部分についてはオレンジバーミリオンと、SE車と同様の塗装デザインに変更された。当初は屋根の前縁やヘッドライトもオレンジで、正面下部は曲線的に塗り分けられていたが、しばらくすると屋根周りとヘッドライトについてはオレンジに塗られなくなり、正面デザインも直線的なデザインとなった。なお、これ以降、箱根登山鉄道の鉄道線ではサン・モリッツ号（2000形）の登場時まで、歴代の小田急ロマンスカーと同じ車体塗装が用いられた。

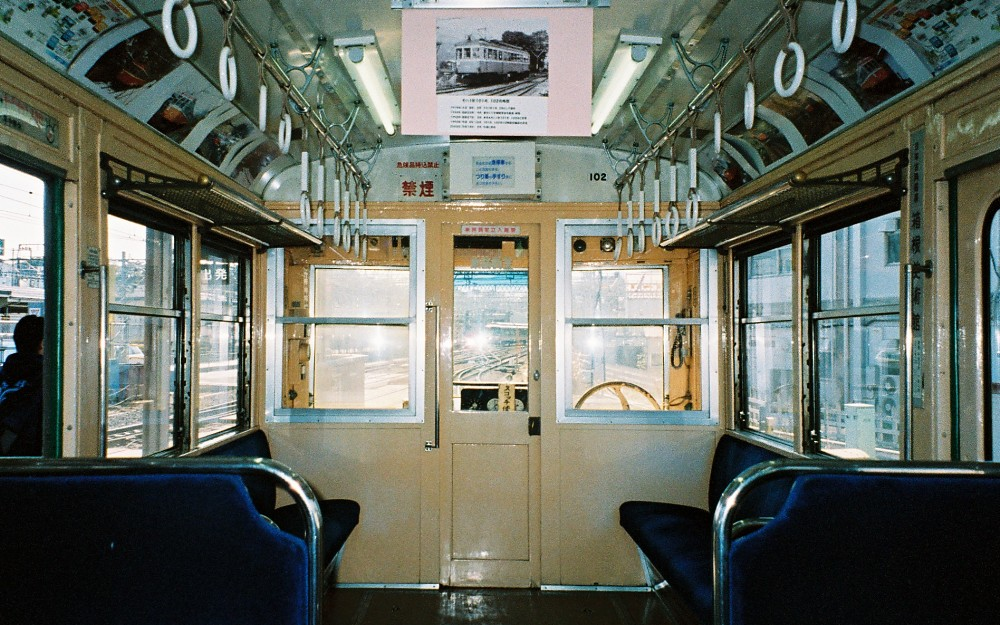
クロスシートに改造されたモハ102号の車内

1955年から1961年にかけて、製造時以来装備していたブリル製台車の交換が行われ、モハ101号では日本車輌製造のNA-7A形台車に、モハ106号とモハ107号は日本車輌製造のNA-7形台車へ、それ以外の3両については東急車輛製造製のTS-110形台車に交換された。同時に非常用ブレーキ装置も電磁吸着ブレーキからレール圧着ブレーキに変更された。また、この時期にモハ101号と102号については出入口扉の間をクロスシート（ボックスシート）に変更した。
1980年には電動発電機の設置が行われ、1983年にはパンタグラフが下枠交差形へ変更された。なお、主電動機については、GE240-A-Sと同規格の主電動機であるSE-121-Aが混用されるようになった上、コイルの巻き替えや磨耗部品の交換により、1992年ごろにはGE製のオリジナル部品は主電動機の外枠程度しか残存していない状況となり、GEの製造銘板がついた部品はなくなった。
1990年4月から同年9月にかけて、箱根登山鉄道では「花のフェスティバル90」というキャンペーンを展開したが、これに合わせてモハ101号が上半分を「サン・モリッツ号」と同じ赤色とし、下半分には箱根の観光名所や花を描いた塗装に変更され、同時に同じデザインに変更されたモハ2形110号と2両編成を組んで限定運用に入った。

### 2両固定編成化
| 2両固定編成となったモハ1形（奥の車両は増結されたモハ2形） |  | 新設された非常用の貫通路 |
| 2両固定編成となったモハ1形（奥の車両は増結されたモハ2形） |  | 新設された非常用の貫通路 |

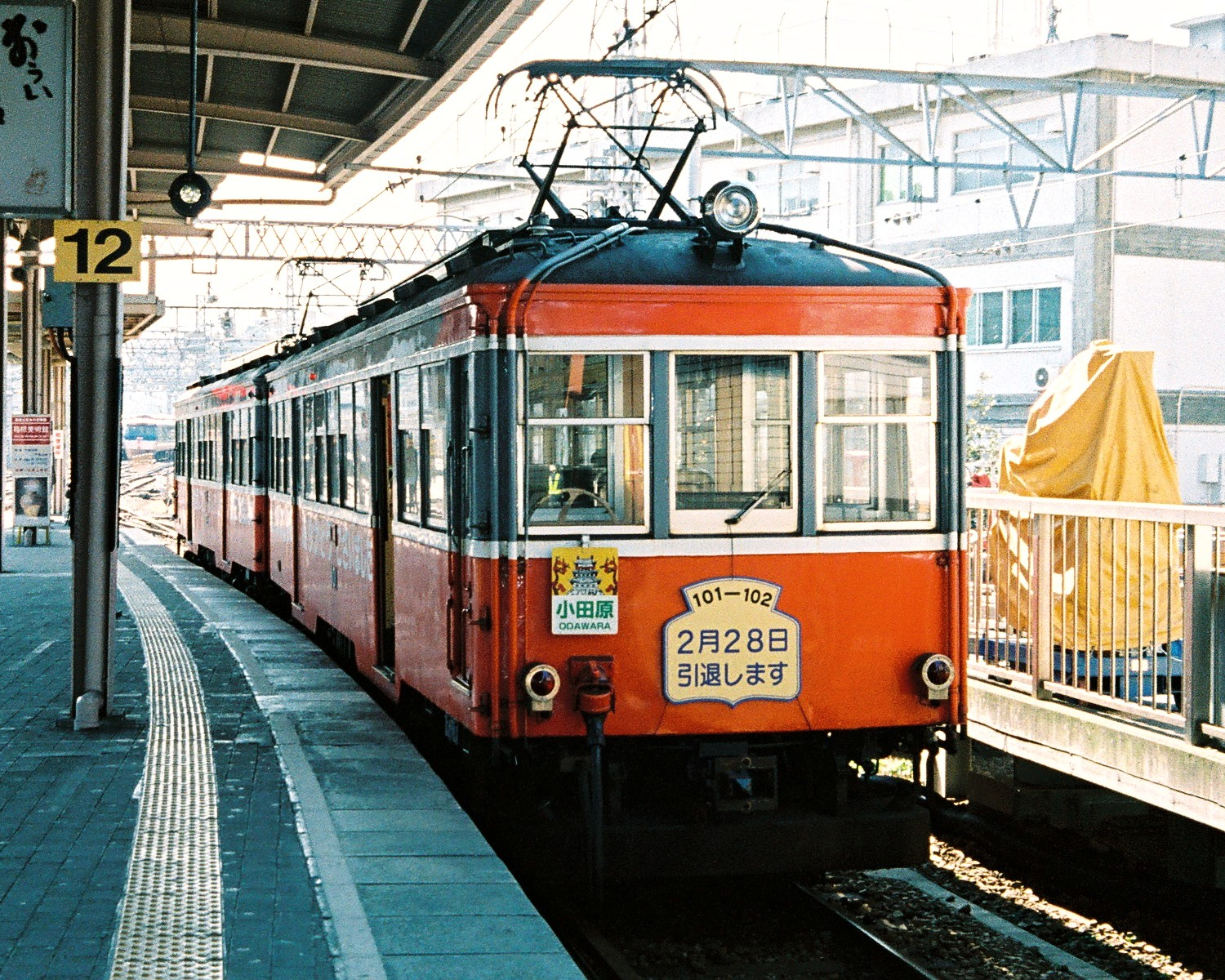
2002年に廃車されたモハ101号+モハ102号の編成

その後、輸送力増強のため、鉄道線では1993年からは3両編成での運行が行われることになった。これに伴い、モハ1形を2両固定編成にしたうえでモハ2形を1両連結して3両編成とすることになり、1990年からは順次モハ1形の2両固定編成化が開始された。改造内容は片側の運転台を撤去して客室とした上で、非常用の貫通路を設けるというもので、箱根湯本駅を基準にして小田原駅寄りの車両からは蓄電池が、強羅駅寄りの車両からは電動発電機が撤去された。この改造は1990年後半から開始され、1993年7月までに2両固定編成×3編成が組成された。組成された編成については巻末の車両一覧を参照。1993年7月からは3両編成での運転が開始されたことを記念して、車体色も窓周りをマルーンとし、窓の上下の帯（ウインドシル・ヘッダー）を銀色、それ以外の部分については赤みの強いオレンジ色とした塗装デザインがモハ104号+モハ106号の編成に対して施され、1995年までそのままの塗装で運用された。
1999年4月から2000年5月にかけて、鉄道線の箱根湯本-強羅間開業80周年と彫刻の森美術館の開館30周年を記念して、モハ101号+モハ102号の編成が「とことこっとトレイン」として運行された。車体のベースを草原のイメージとした彩色とし、『ストレイシープ』のキャラクターをちりばめたデザインで、一般公募で「カモミール号」という愛称もつけられた。
しかし、2000年12月2日のダイヤ改正からは、輸送力増強のため、日中の小田急電車の直通本数を倍増させ、代わりに箱根登山鉄道の車両は日中は小田原駅 - 箱根湯本駅間を走らなくなった。これに伴う運用数減少のため、2002年にはモハ101号+モハ102号の編成が廃車となった。

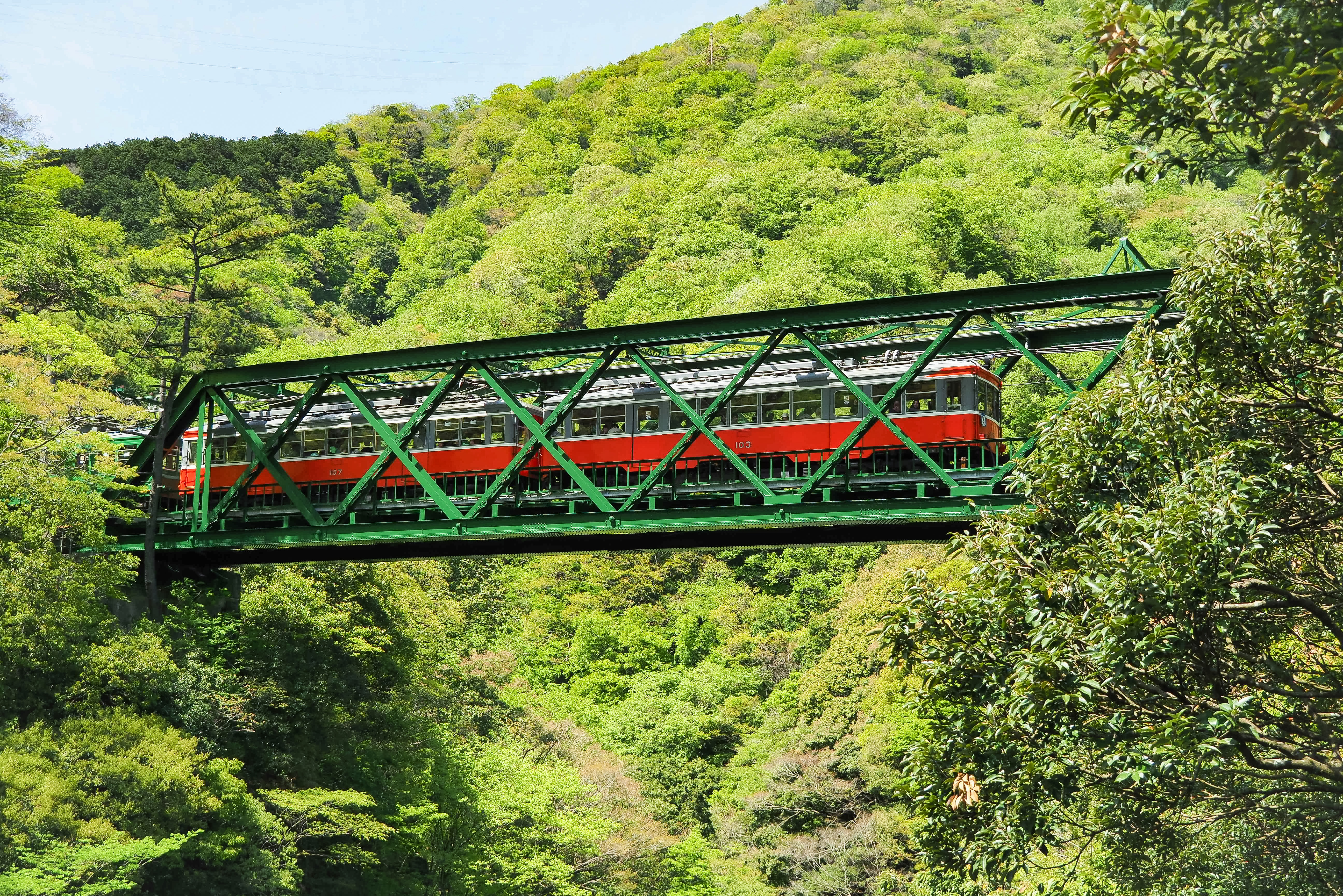
出山の鉄橋を渡るモハ103号+107号+モハ2形モハ109号

その後、モハ2形で行われていた駆動方式変更がモハ1形でも行われることになった。改造内容はモハ2形と同様、これは、台車を東急車輛製造のTS-330A形に変更した上で、駆動方式も中空軸平行カルダン駆動方式に変更するというもので、改造された車両では、台車に装備されているブレーキシリンダー等の部品が干渉しないように、側面の客室扉ステップ部分裾板が切り詰められていることが外観上での識別点である。2006年にはモハ106号について改造が行われたが、この時は連結相手のモハ104号については改造は行われておらず、固定編成でありながらそれぞれの駆動方式が異なるという珍しい状態となった。モハ104号は翌2007年に改造が行われた。2008年には客用扉が無塗装ステンレス製に変更された。2019年7月19日には、最後まで吊り掛け駆動で残っていたモハ103号+モハ107号が引退した。

## 車両一覧
凡例Mc …制御電動車、CON…制御装置、MG…補助電源装置、CP…電動空気圧縮機、BT…蓄電池、PT…集電装置

### 固定編成化前
表中の（）内の数値は鋼体化後。
|          | ← 出山・上大平台/小田原・大平台・強羅 →           |
| 形式     | チキ1（モハ1）                                    |
| 区分     | Mc                                                |
| 車両番号 | 1 (101) 2 (102) 3 (103) 4 (104) 5 6 (106) 7 (107) |
| 搭載機器 | CON,(MG),CP,BT,PT                                 |
| 自重     | 36.0t (35.4t)                                     |
| 定員     | 92 (100)                                          |

### 固定編成化後
|                           | ← 出山・上大平台/小田原・大平台・強羅 → |              |
| 形式                      | モハ1                                   | モハ1        |
| 区分                      | Mc                                      | Mc           |
| 車両番号                  | 101 103 104                             | 102 107 106  |
| 搭載機器                  | CON,CP,BT,PT                            | CON,MG,CP,PT |
| 自重                      | 35.4t                                   | 35.4t        |
| 定員 ()内はクロスシート車 | 93 (90)                                 | 93 (90)      |

## 保存車
モハ103:埼玉県宮代町　日本工業大学宮代キャンパス
- 2019年7月に引退したモハ103は、蒸気機関車2109号も保存している日本工業大学に譲渡され、教材および展示車両として活用することが決定[50]。10月3日に搬入され、12月に階段などの設置が完了し、翌年2月7日にお披露目式が行われた。大学の工業技術博物館が開館する日は本車も一般公開される[51]。

モハ107:神奈川県小田原市「鈴廣蒲鉾本店」
- モハ103と編成を組んでいたモハ107は、小田原市の鈴廣蒲鉾本店（風祭駅近辺に所在）に譲渡され[52]、2019年9月8日から同店に併設の「えれんなごっそCAFE107」において展示車両として活用されている[53]。